# Dávid Róbert
Dávid Róbert (Salgótarján, 1932. november 2. – 2012. november 2.) labdarúgó, fedezet, edző.

## Pályafutása

### Klubcsapatban
1951 és 1960 között a Salgótarján labdarúgója volt. Az élvonalban 1951. április 1-jén mutatkozott be a Csepeli Vasas ellen, ahol csapata 4–2-s vereséget szenvedett. Az élvonalban 200 alkalommal szerepelt és négy gólt szerzett.

### A válogatottban
1957 és 1959 között kilenc alkalommal szerepelt a B-válogatottban.

### Edzőként
1974 és 1977 között a Salgótarjáni BTC vezetőedzője volt. 93 mérkőzésen vezette a csapatot az élvonalban. Ezenkívül edzősködött a Nagybátony, a Kisterenye, az Ózd, a Balassagyarmat, a Salgótarjáni Síküveggyár, a Karancskeszi és a Karancslapujtő csapatainál.

## Sikerei, díjai
- Magyar kupa
  - döntős: 1958
- OTSH Sportérdemérem bronz fokozata (1982)
- Bérczy Károly-díj (1998)